# Geißendorf
Geißendorf war eine Gemeinde im Kreis Greiz, die 1961 durch den Zusammenschluss von Obergeißendorf und Untergeißendorf entstanden ist und 1991 zur Stadt Berga/Elster (heute: Berga-Wünschendorf) im Landkreis Greiz in Thüringen eingemeindet wurde.

## Lage

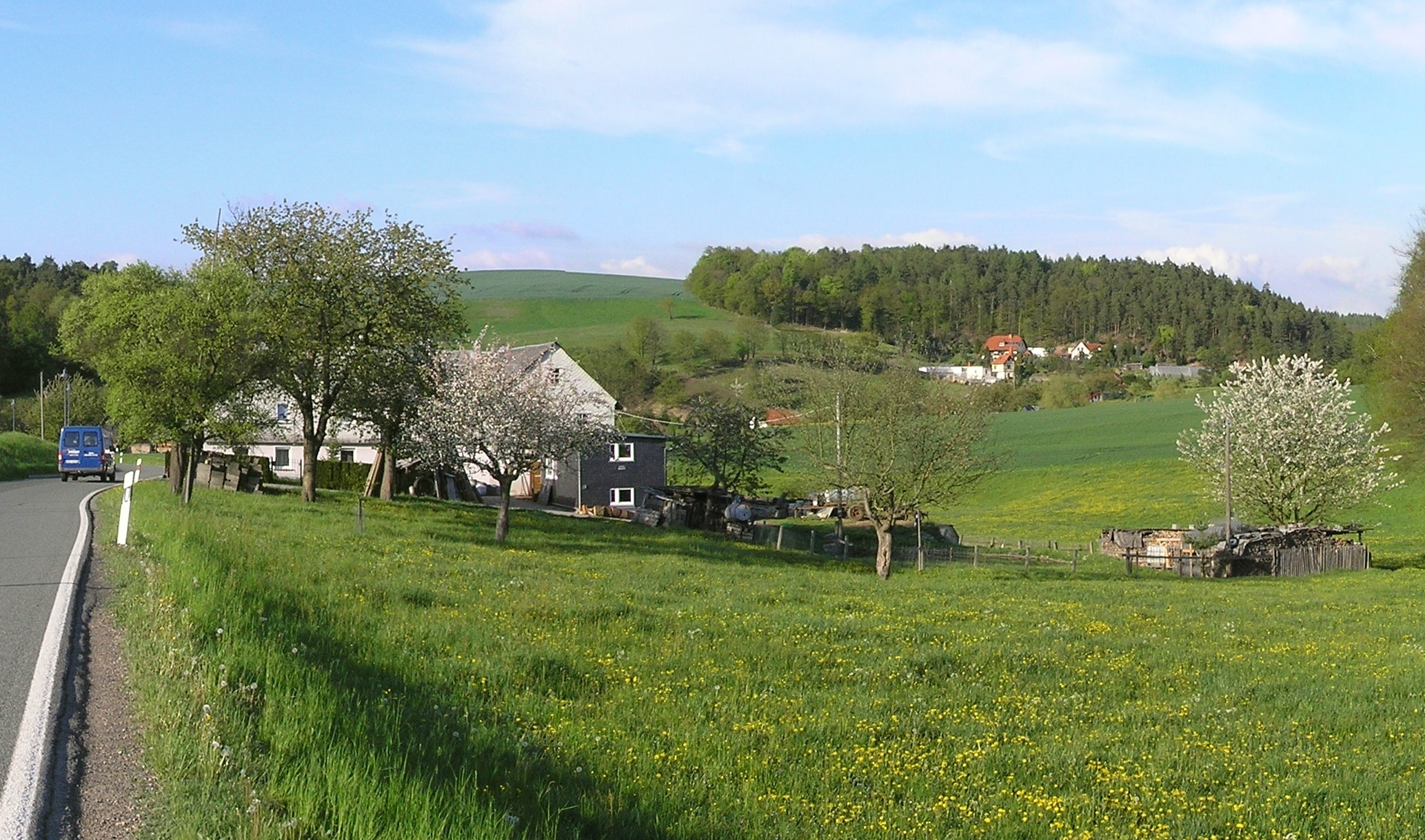
Obergeißendorf

Die ehemaligen Ortsteile von Geißendorf befinden sich südöstlich von Berga-Wünschendorf und sind mit diesem über die Kreisstraße 209 verbunden, die von Berga-Wünschendorf über Untergeißendorf und Obergeißendorf nach Sorge-Settendorf führt. Der sogenannte Dorfbach durchfließt das ehemalige Gemeindegebiet.

## Geschichte

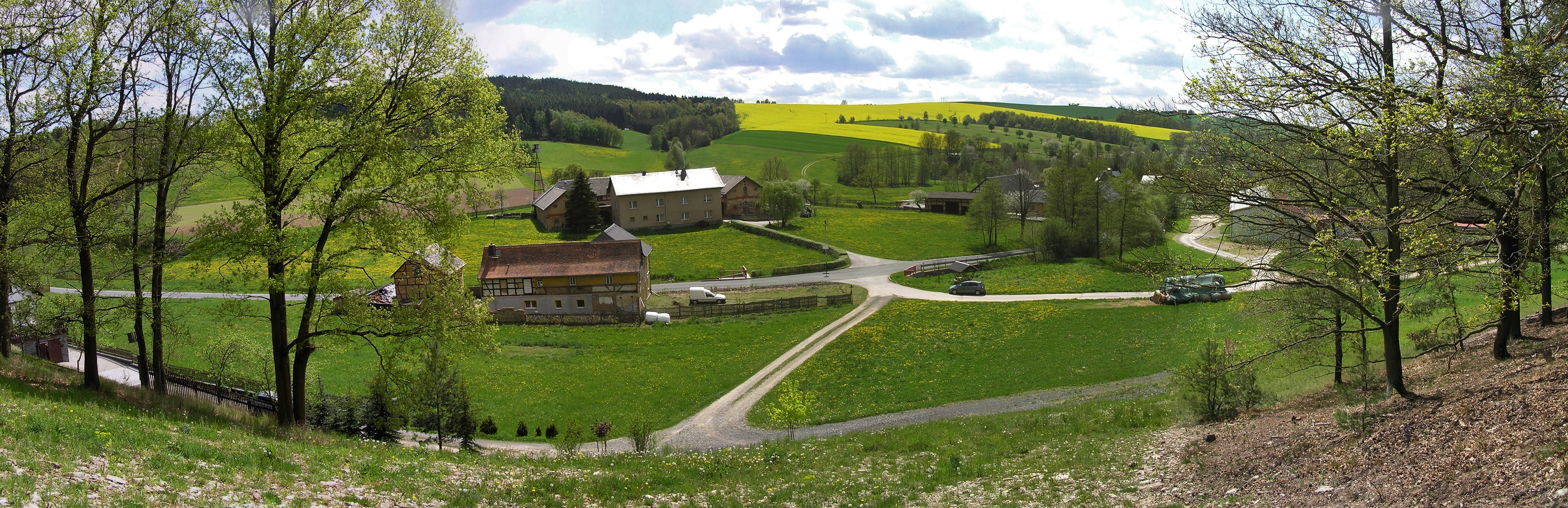
Untergeißendorf

Im Januar 1454 wurde Obergeißendorf in einem Lehnbrief vom Herzog Friedrich von Sachsen erstmals urkundlich erwähnt, Untergeißendorf wurde 1475 erstmals als „Niderngeissendorff“ erwähnt. Gründungsurkunden für die Ortschaften sind nicht überliefert, eine erste Besiedlung erfolgte wahrscheinlich schon vor dem 15. Jahrhundert. Historisch tendierte Obergeißendorf nach Waltersdorf und Untergeißendorf nach Markersdorf oder Berga.
Im Wiener Kongress 1815 wurden beide Orte dem Großherzogtum Sachsen-Weimar-Eisenach unterstellt, welches 1920 im Land Thüringen aufging. Ab 1952 gehörte das Gemeindegebiet zum Kreis Greiz im Bezirk Gera der DDR. Am 1. Juli 1961 wurden Ober- und Untergeißendorf zur Gemeinde Geißendorf vereinigt. Am 1. Juni 1991 erfolgte die Eingemeindung nach Berga/Elster, am 1. Januar 2024 dann als Resultat durch die im Stadtrat beschlossene Haushaltskonsolidierung zwischen Berga/Elster und Wünschendorf/Elster erneut eine Eingemeindung zu Berga-Wünschendorf.

## Wirtschaft
In den ursprünglich rein bäuerlichen Ortschaften siedelten sich im Laufe der Jahrhunderte verschiedene Gewerke an, so z. B. die Mühle in Obergeißendorf (Gastwirtschaft). Die Landwirtschaft als früherer Haupterwerbszweig spielt heutzutage im Vergleich zu früher nur noch eine untergeordnete Rolle.